# Salut d'Amour

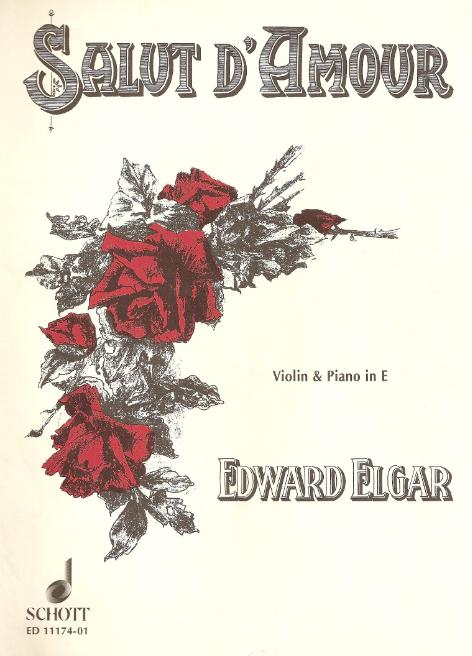

Salut d'Amour (Lời chào của tình yêu), Op. 12, là một tác phẩm âm nhạc được viết bởi Edward Elgar vào năm 1888, phiên bản đầu tiên được viết cho violin và piano. Tác phẩm được đề tặng Caroline Alice Roberts, người mà sau đó đã trở thành vợ ông.

## Lịch sử
Vào năm 1888, Elgar và tiểu thư Caroline Alice Roberts, vốn là con gái của một vị thiếu tướng, dự định sẽ kết hôn với nhau. Mùa hè năm đó, Elgar đã có một kỳ nghỉ với người bạn lâu năm của mình là tiến sĩ Charles Buck ở Settle, Yorkshire. Trước lúc rời Worcester, Alice đã tặng ông một bài thơ mà bà viết trước đó nhiều năm có tên là Love's Grace (Tình duyên). Để đáp lại bài thơ, Elgar đã viết một tiểu phẩm âm nhạc mà ông gọi là Liebesgruß (Lời chào của tình yêu) với lời đề tặng bằng tiếng Pháp "à Carice" khi đang ở thị trấn Settle. "Carice" là tên thân mật được kết hợp bởi Caroline Alice, và đó cũng là cái tên được đặt cho đứa con gái duy nhất của họ sau này. Khi trở về Luân Đôn vào ngày 22 tháng chín, Elgar đã tặng nó cho Alice như một món quà để cầu hôn bà. Hôn lễ của họ được cử hành tại nhà thờ nhỏ Brompton ở South Kensington, Luân Đôn một năm sau đó mặc cho sự phản đối kịch liệt từ phía gia đình Alice.
Đến cuối năm 1888, Elgar gửi ba phiên bản của tác phẩm, một cho độc tấu piano, một cho violin và piano, và một cho dàn nhạc đến nhà xuất bản Schott & Co. mà trước đó họ đã đồng ý mua lại với giá hai đồng ghinê. Ban đầu, chỉ một vài bản in được bán ra, và theo lời đề nghị của tác giả, nhà xuất bản đã đổi tên tiếng Đức của tác phẩm thành tên tiếng Pháp là Salut d'Amour với Liebesgruß là phụ đề và đề tên nhà soạn nhạc là Ed. Elgar, họ hy vọng rằng một tiêu đề bằng tiếng Pháp và tên một nhà soạn nhạc người Anh ít được biết đến sẽ giúp tác phẩm giành được sự đón nhận quốc tế rộng rãi hơn.
Và đúng như vậy, Salut d'Amour ngay lập tức trở nên phổ biến, với 3000 bản in đã được bán tính đến tháng 1 năm 1897 và Elgar đã kiếm được một khoản kha khá từ tác phẩm trong nhiều thập niên sau đó.
Buổi công diễn ra mắt của tác phẩm là phiên bản cho dàn nhạc, diễn ra ở buổi hoà nhạc Crystal Palace vào ngày 11 tháng 11 năm 1889, chỉ huy bởi nhạc trưởng August Manns.

## Chuyển soạn
Salut d'Amour là tác phẩm phổ biến hơn bất kỳ tác phẩm nào khác của Elgar, và như nhiều tác phẩm khác, nó đã được chuyển soạn lại dưới nhiều hình thức và cho nhiều nhạc cụ khác nhau.
Chỉ ngay trong năm 1901, danh sách đã khá dài:

| - Violin and Piano (in E, original) - Piano in E (original) - Violin (Violoncello ad lib.) & Piano (in D) - Piano in B - Two Violins & Piano - Violoncello & Piano - Flute & Piano - Clarinet & Piano - Oboe & Piano - Small Orchestra (in E) score and parts - Mandoline & Piano, arranged by G. B. Marchisio - Two Mandolines & Piano, arr. G. B. Marchisio - Two Mandolines & Guitar, arr. G. B. Marchisio - Organ - Piano for 4 hands - Piano, Violin & Violoncello ad lib. | - Piano, 2 Violins & Violoncello ad lib. - Cornet & Piano - Viola & Piano - 2 Violoncelli & Piano - Piano & Harmonium - Organ (in E), transcribed by E. H. Lemare - Organ (in B), transcribed by C. J. Grey - Small Orchestra, arr. Torbie - Guitar - Full Orchestra, arr. Kaiser - Adaptations for Voice and Piano by Max Laistner: - "Pansies" (in three keys: E, F, and G), words by Percy E. Pinkerton - "Pansies" (in F), with added Violin part - "Woo thou, Sweet Music" (in G, F, A, and E, words by A. C. Bunten, - "Pensées" (in G and F), French words by G. Ferrari - "Viola del Pensiero" (in F), Italian words by F. Rizzelli - "Liebesgruss" (in G and F), German words by E. Klingenfeld |

Nhiều bản chuyển soạn đã ra đời kể từ đó. Ví dụ về ca khúc cũng có thể được tìm thấy bằng tiếng Thuỵ Sĩ với cái tên "Violer" ("Violets").

## Các bản thu âm
- Bản thu đầu tiên được thu vào tháng 1 năm 1915, khi Elgar chỉ huy một dàn nhạc giao hưởng.  Bản thu âm này là của hãng The Gramophone Company và xuất bản dưới nhãn H.M.V., trên đĩa D180.[7]
- New Light Orchestra (Victor Concert Orchestra Cond.: Rosario Bourdon). Thu âm ở New York City vào 4/9/1929. Do hãng  Victor Records phát hành với mã số catalog 4527B (in USA) và bởi hãng EMI trên nhãn HMV Records với mã số catalog B 3926.
- Sarah Chang (violin) - Debut Đĩa CD ghi âm năm 1992 này bao gồm Salut d'Amour
- Nigel Kennedy Chandos
- David Halen and Peter Henderson Lưu trữ ngày 4 tháng 8 năm 2009 tại Wayback Machine AAM 040102
- Kyung Wha Chung and Phillip Moll Lưu trữ ngày 8 tháng 6 năm 2011 tại Wayback Machine Eloquence #476755
- Julian Lloyd Webber with the Royal Philharmonic Orchestra on the CD Made In England
- Elgar Society Lưu trữ ngày 11 tháng 6 năm 2008 tại Wayback Machine Một vài bản thu

## Các buổi diễn và video
- Alvaro Siviero Piano solo.
- Sarah Chang (violin)[8] Violin and piano.
- Joanna Westers (violin) Violin and piano.
- Clara Garde (violin), Marie-Benedicte Cohu (Piano) Violin and piano.
- Helen Cho (violin), Harold Wu (piano) Violin and piano.
- Young-nim Ma (violin), Miyang Kim (piano) Violin and piano.
- Valerie (9) (violin), Dominique(11) (piano) Violin and piano.
- Ferenc "Pepe" Mocsár (cello) and cimbalom Violin and cimbalom.
- A. Usami (flute) Flute and piano.
- Karen Constant (violin), Yleesh Constant (cello), Elena Semenets (piano) Violin, cello and piano.
- Danny Takagi (violin), Yumiko Moro-oka (cello), Mariya Ando (piano) Violin, cello and piano.
- Attila Lakatos (violin), Kriszti Magyar (flute), Ond Székely (cello), Kulcsár Janka (piano) Violin, flute, cello and piano.
- Li Chuanyun (violin), Pan Asia Symphony Orchestra Violin and orchestra.
- Daiske Nagamine (conductor), TSU Philharmony Orchestrea Orchestra.
- Harmonie Köln Mandoline orchestra.

## Chú giải
1. ↑  George B. Marchisio came to London from Italy and, from 1892 was professor of mandolin and guitar at Trinity College and the Guilhall School of Music. He arranged concert pieces for the guitar. The biography of Marchisio is from The Guitar and Mandolin by P. L. Bone
2. ↑  Charles J. Grey, organist and composer
3. ↑  Max Laistner (1853-1917) was a German musician, a concert pianist and director of the Max Laistner Choir.  He made piano transciptions of the classics, including an "Étude de Concert" after Chopin's Valse in D-flat major "Minute Waltz"
4. ↑  Alice Chambers Bunten, scholar, author and lyricist for many songs, well-known for her Life of Alice Barnham, Wife of Sir Francis Bacon, London: Oliphants Ltd. 1928
5. ↑  Rizzelli wrote the lyrics to Arthur Sullivan's "Venetian Serenade - 'Nel ciel siren'"
6. ↑  Emma Klingenfeld (born 1846) was well known as a translator of Norwegian plays, folk ballads and songs
7. ↑  Kennedy, p.302
8. ↑  When violinist Yehudi Menuhin first heard Sarah Chang perform he called her "the most wonderful, perfect, ideal violinist I've ever heard." She started studying violin when she was four, and by the age of six, was the youngest-ever student at Juilliard.